# Florianigasse
La Florianigasse est une voie de Vienne en Autriche.

## Situation et accès
Située dans le quartier Josefstadt la « Florianigasse » commence en face de l'hôtel de ville de Vienne, dans le Florianipark de la Landesgerichtsstraße (de). 

## Origine du nom
Elle doit son nom à l'enseigne de la maison « À Saint Florian » au numéro 15.

## Historique
La Florianigasse est l'une des rues les plus anciennes de l'ancien quartier de Josefstadt. Au début du XVIIIe siècle, le lieu a été construit avec des palais-jardins pour la noblesse, parmi lesquels subsistent encore aujourd'hui le palais Schönborn et le palais Damian. En 1772, la construction de la Josefstädter Reiterkaserne, située entre la Florianigasse, la Josefstädter Straße, l'Albertgasse et la Schönborngasse, commença. Le Schönbornpark a été ouvert en 1862 et est encore aujourd'hui le plus grand parc du quartier. En 1898, l'église paroissiale de Breitenfeld fut inaugurée à l'extrémité ouest de la rue. En 1912, le bâtiment du siège de l'administration du district sur la Schlesingerplatz est mis en service. La partie de la voie proche du centre fait partie depuis 2001 de la zone extérieure du site du patrimoine mondial (Centre historique de Vienne).

## Bâtiments remarquables et lieux de mémoire

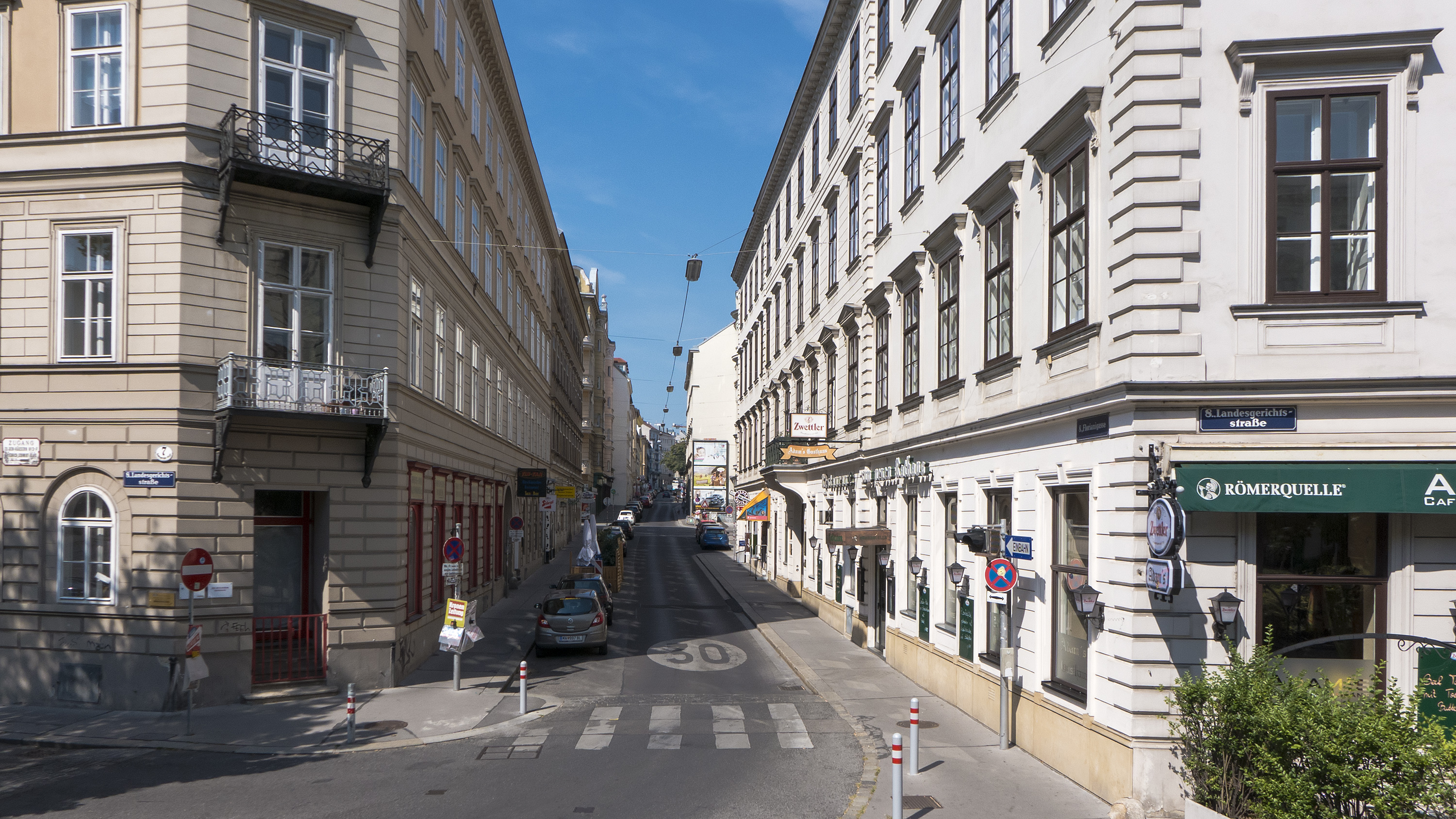
Les débuts de la Florianigasse dans la Landesgerichtsstraße
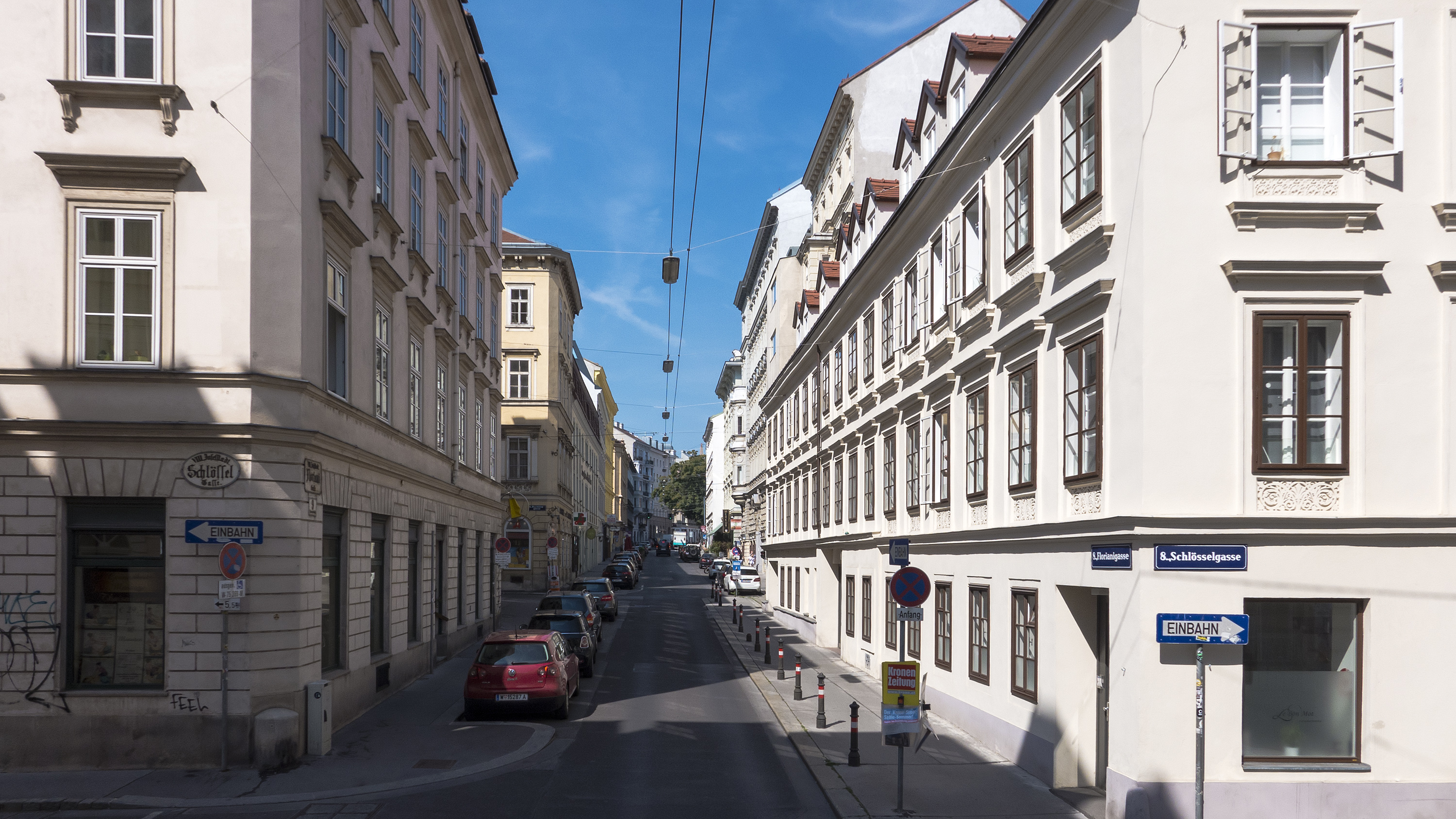
À la Schlösselgasse
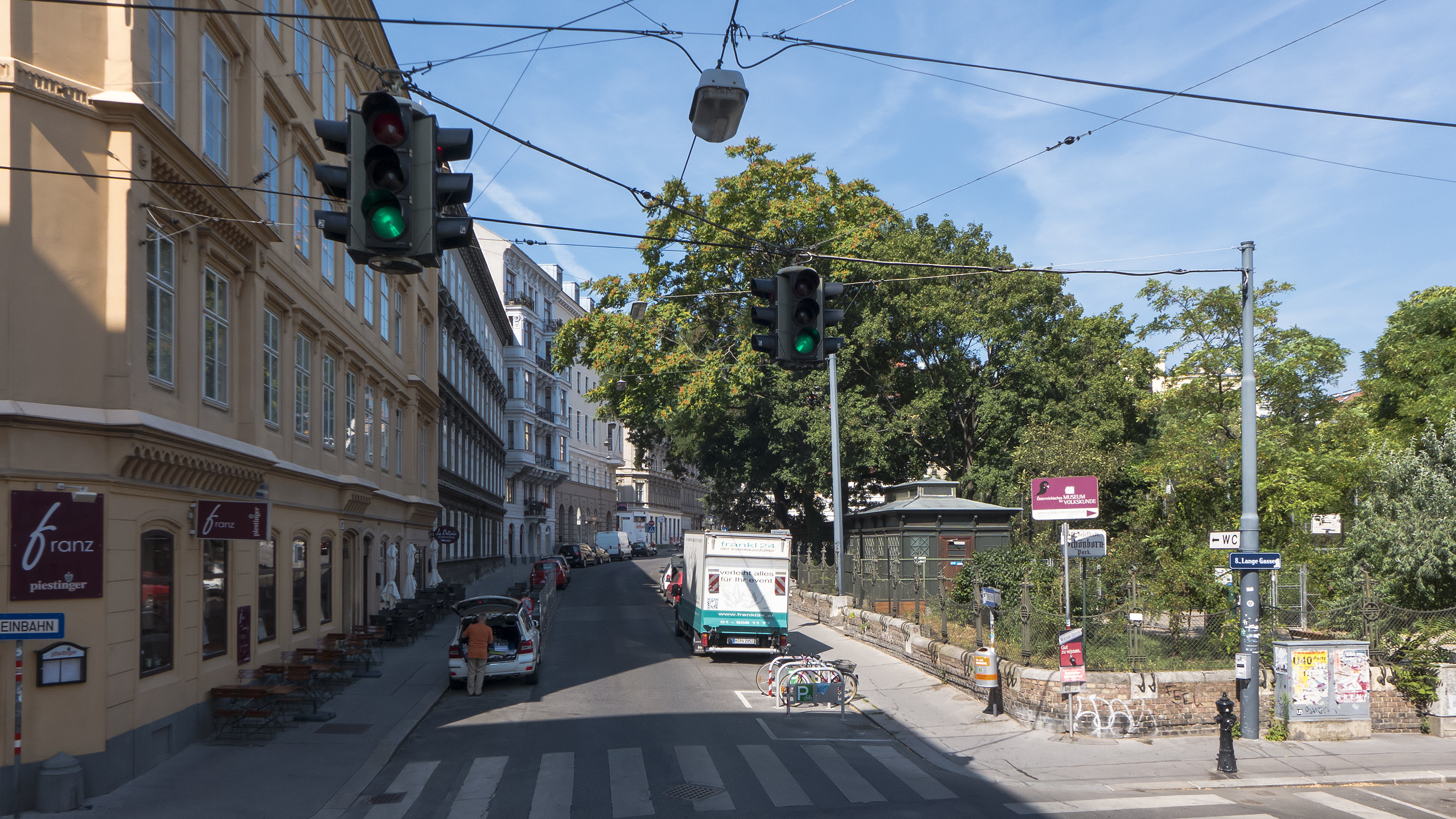
Langen Gasse, à droite le Schönbornpark
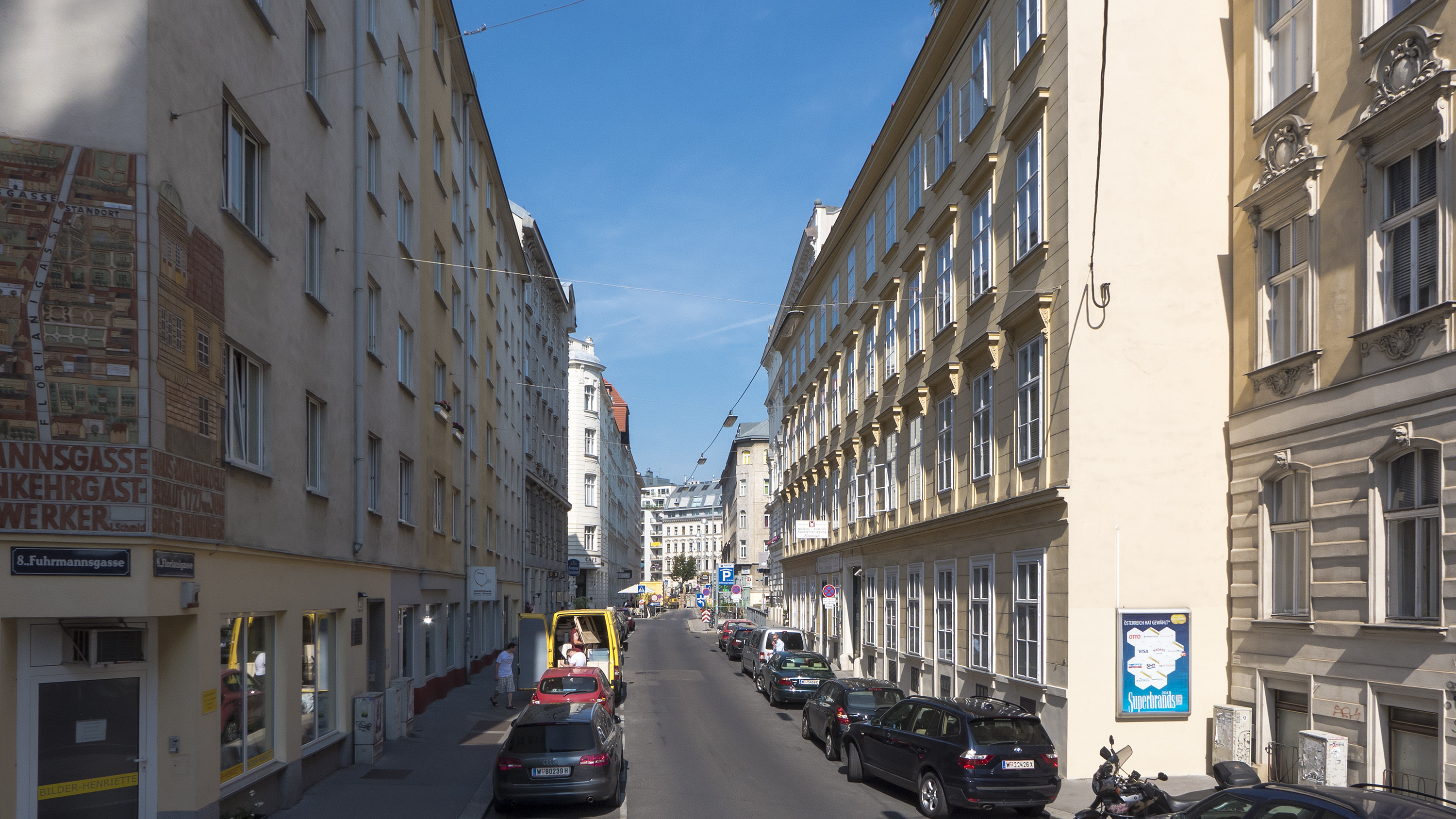
À la Fuhrmannsgasse
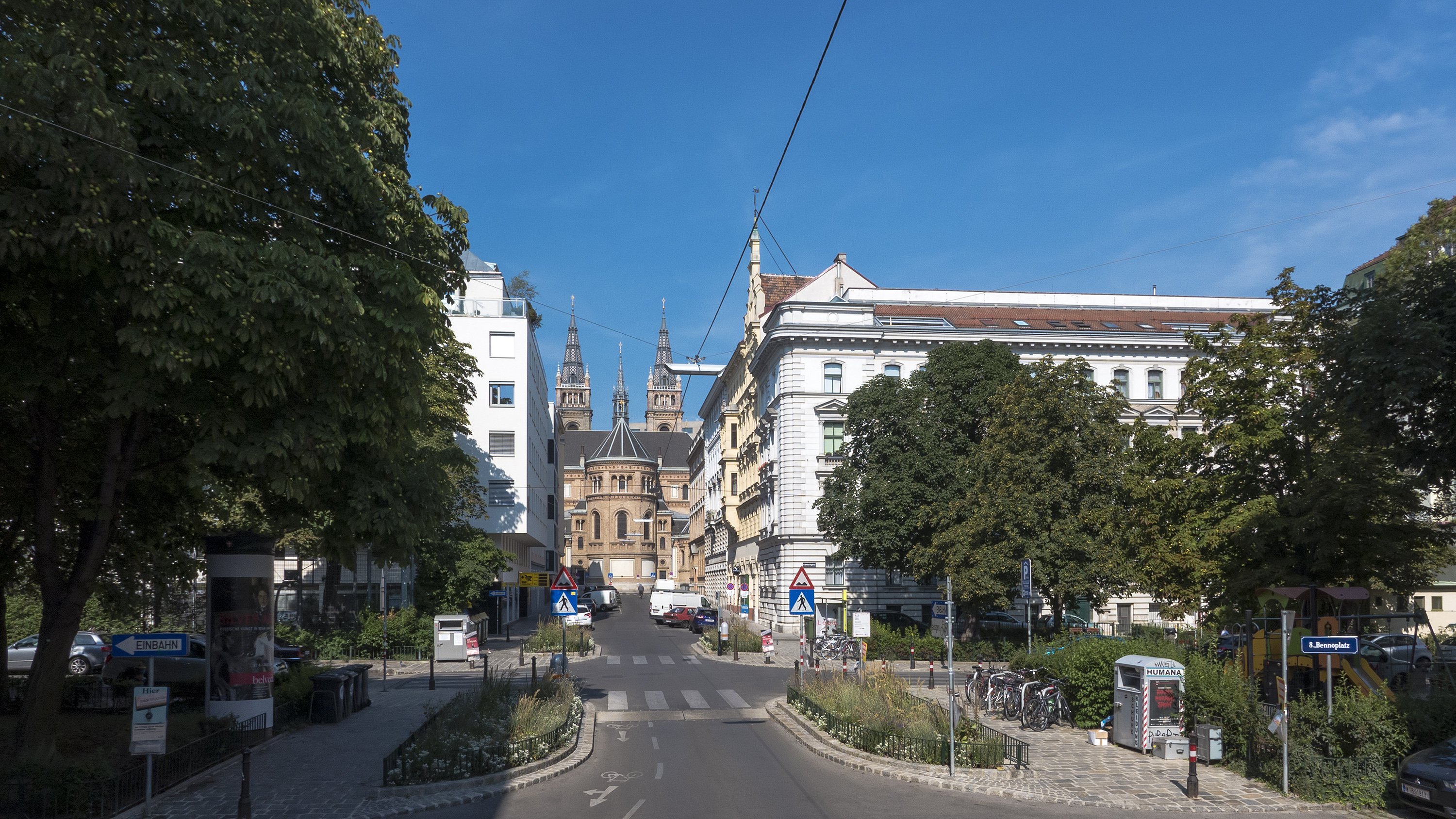
Sur la Bennoplatz
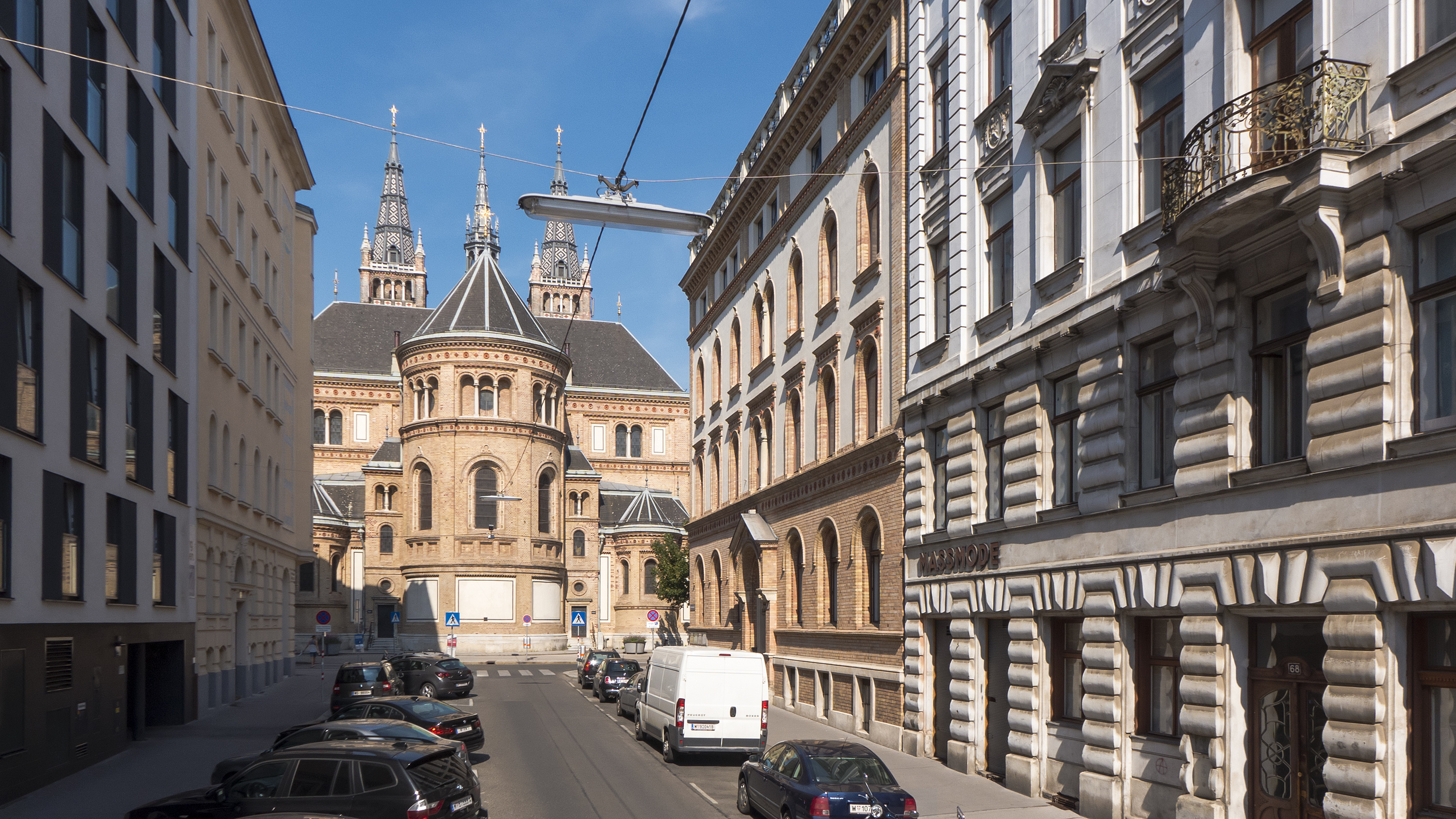
Le bout de la rue de la Blindengasse

## Liens web
- Calendrier de l'histoire du quartier